# Воскресенская пристань
Воскресенская пристань (ныне г. Аксу), расположена в урочище Кызыл Шырпы, конечный пункт Воскресенской ж. д. Пристань, арендованная «Воскресенским акционерным горнопромышленным обществом» у Сибирского казачьего войска на 99 лет, занимала площадь в 7,4 км² и 1,6 км берега, доступного для причала барж и пароходов. Вдоль берега была устроена деревянная эстакада длиной 150 м и 7,5 м шириной, на которую заходило до 20 вагонов, из них уголь высыпался в баржи. На протяжении 427 м берег был закреплён от размыва фашинными и каменными защитами. На пристанской площади были построены жилые дома для служащих площадью 2114 м², казармы для рабочих площадью 840 м², ж.-д. вокзал, депо, магазины, лесопильный и мукомольный заводы, материальные склады и бани с прачечными, склады, мастерские, сараи площадью 4098 м².